# Sarasaeschna zhuae
Sarasaeschna zhuae – gatunek ważki z rodziny żagnicowatych (Aeshnidae).